# Reinhard Exenberger
Reinhard Exenberger (* 20. Februar 1957 in Schwoich) ist ein österreichischer Schauspieler.
Seit über 30 Jahren spielt er Theater, unter anderem beim Chiemgauer Volkstheater.

## Filmographie (Auswahl)
- 2003: Ein himmlischer Freund (Fernsehfilm)
- 2003: Jennerwein
- SOKO Kitzbühel
- 2005: Ruf der Berge
- Da wo das Glück wartet
- 2006: Das Weihnachts-Ekel
- 2006: Exsecratus
- 2008: Der Bergdoktor
- 2009: Der Bär ist los!
- 2009: Gletscherblut
- 2009: Die Bergretter
- 2010: Die Hüttenwirtin
- 2014: Der Bergdoktor
- 2012: Chiemgauer Volkstheater: Grenzfeuer
- 2015: Der Metzger und der Tote im Haifischbecken
- 2015: HANNA HELLMANN – Der Ruf der Berge
- 2015: HANNA HELLMANN – Das Geheimnis der Berge
- 2016: Mike’s[1]